# SICRAL 1B
SICRAL 1B ist ein militärischer Kommunikationssatellit der italienischen Streitkräfte und Teil des Sistema Italiano per Comunicazioni Riservate ed Allarmi (deutsch: „Italienisches System für geheime Kommunikation und Notlagen“). Das SICRAL-System besteht aus zwei Satelliten, einer Bodenstation und den Terminals der eingebundenen Benutzer.

## Satellit
SICRAL 1B ist nach SICRAL 1 der zweite militärische Kommunikationssatellit Italiens. Gebaut wurde er im Auftrag des italienischen Verteidigungsministeriums vom SITAB-Konsortium (Thales Alenia Space Italia und Telespazio), Avio war für das Antriebssystem zuständig. Der Satellit wurde am 20. April 2009 von der Sea-Launch-Plattform Odyssey  mit einer Zenit-3SL-Trägerrakete ins Weltall gebracht und dann in seinem geostationären Orbit von 11,8° Ost in 36.000 km Höhe positioniert. Der 3.038 kg schwere SICRAL 1B wird in den Bereichen SHF (fünf aktive Transponder), EHF/Ka (ein Transponder) und UHF (drei Transponder) betrieben. Der Satellit stellt die Kommunikation zwischen der Bodenstation und Schiffen, Flugzeugen und mobilen Landstreitkräften sicher.
Die vorgesehene Betriebsdauer betrug 13 Jahre. Im Juni 2022 vergab das italienische Verteidigungsministerium den mit 390 Millionen Euro bezifferten Auftrag für das Nachfolgesystem SICRAL 3 an das SITAB-Konsortium. SICRAL 1B soll 2023[veraltet] außer Betrieb gehen.